# 더 플로트 @ 마리나 베이

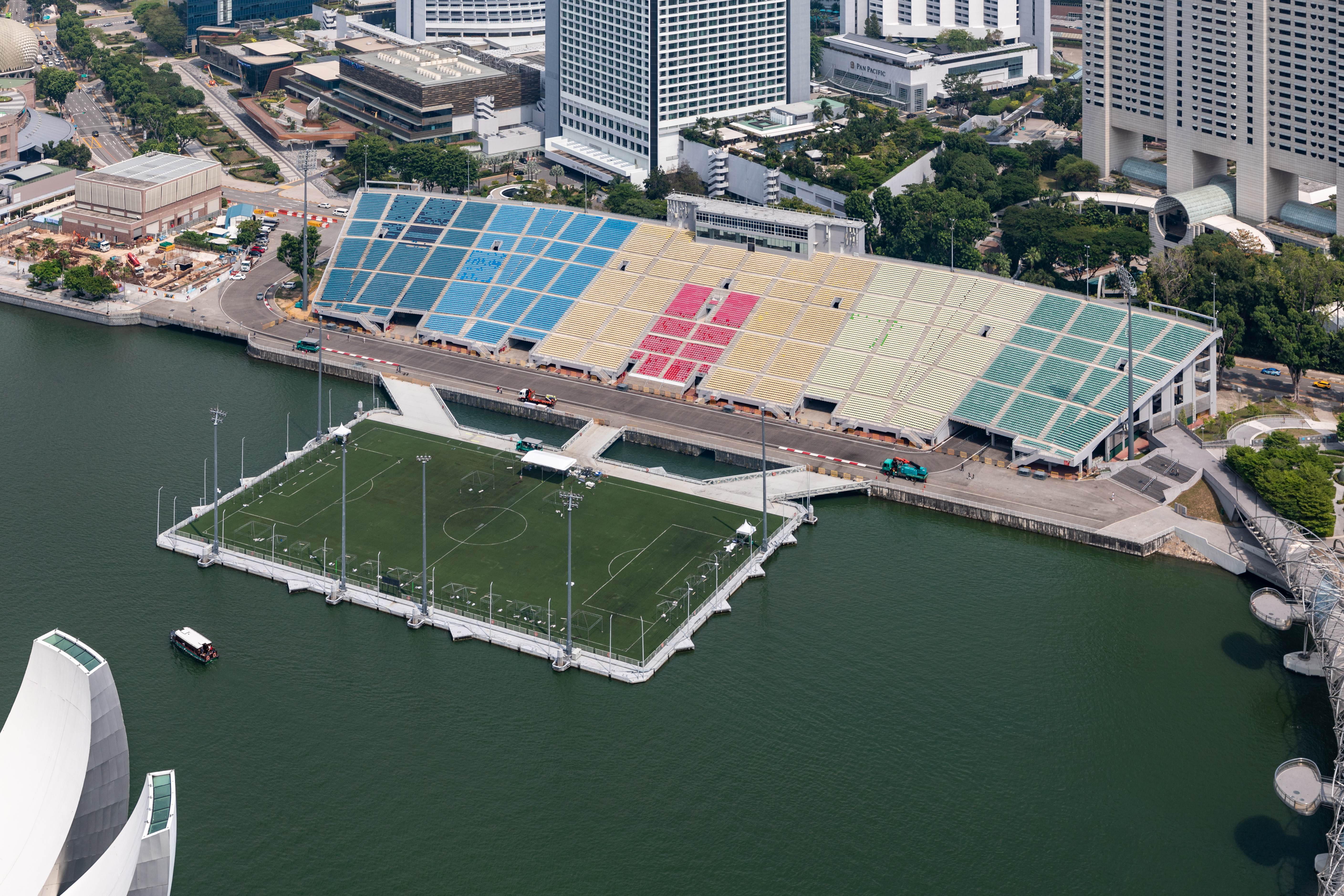
더 플로트 @ 마리나 베이

더 플로트 @ 마리나 베이(영어: The Float @ Marina Bay)는 싱가포르 마리나 베이 지역의 해상에 설치된 세계 최대의 부유 형태의 무대이다.